# Rio Preto da Eva (ort)
Rio Preto da Eva är en ort i delstaten Amazonas i norra Brasilien. Den är huvudort i en kommun med samma namn och folkmängden uppgick till cirka 12 000 invånare vid folkräkningen 2010. Orten är belägen vid floden Rio Preto da Eva, några mil nordost om storstaden Manaus.